# Bulgarie aux Jeux olympiques d'hiver de 1976
L'équipe olympique de Bulgarie a participé aux Jeux olympiques d'hiver de 1976 à Innsbruck en Autriche. Elle était représentée par 29 athlètes dans 4 sports.
Elle n'a remporté aucune médaille.

## Ski alpin
Hommes
| Athlète          | Épreuve      | Course 1      | Course 1   | Course 2      | Course 2   | Total         | Total      |
| Athlète          | Épreuve      | Temps         | Classement | Temps         | Classement | Temps         | Classement |
| ---------------- | ------------ | ------------- | ---------- | ------------- | ---------- | ------------- | ---------- |
| Georgi Kochov    | Descente     |               |            |               |            | 1 min 55 s 82 | 50         |
| Ivan Penev       | Descente     |               |            |               |            | 1 min 55 s 86 | 48         |
| Vladimir Drazhev | Giant Slalom | 1 min 55 s 73 | 50         | DNF           | –          | DNF           | –          |
| Georgi Kochov    | Giant Slalom | 1 min 54 s 86 | 47         | DNF           | –          | DNF           | –          |
| Ivan Penev       | Giant Slalom | 1 min 51 s 59 | 35         | 1 min 52 s 51 | 30         | 3 min 44 s 10 | 31         |
| Petar Popangelov | Giant Slalom | 1 min 50 s 68 | 32         | 1 min 48 s 36 | 23         | 3 min 39 s 04 | 26         |
| Georgi Kochov    | Slalom       | DNF           | –          | –             | –          | DNF           | –          |
| Sashko Dikov     | Slalom       | n/a           | ?          | DNF           | –          | DNF           | –          |
| Ivan Penev       | Slalom       | 1 min 07 s 94 | 35         | 1 min 10 s 25 | 24         | 2 min 18 s 19 | 28         |

## Biathlon
Hommes
| Épreuve | Athlète           | Temps              | Pénalités | Temps ajusté1      | Classement |
| ------- | ----------------- | ------------------ | --------- | ------------------ | ---------- |
| 20 km   | Iliya Todorov     | 1 h 20 min 57 s 60 | 7         | 1 h 27 min 57 s 60 | 43         |
| 20 km   | Khristo Madzharov | 1 h 18 min 02 s 62 | 7         | 1 h 25 min 02 s 62 | 32         |

1 Une minute ajoutée pour un tir dans l'anneau extérieur, deux minute ajoutée par cible manquée.

## Ski de fond
Hommes
| Épreuve | Athlète          | Course             | Course     |
| Épreuve | Athlète          | Temps              | Classement |
| ------- | ---------------- | ------------------ | ---------- |
| 15 km   | Khristo Barzanov | 50 min 08 s 09     | 60         |
| 15 km   | Petar Pankov     | 48 min 08 s 46     | 41         |
| 15 km   | Lyubomir Toskov  | 47 min 04 s 87     | 26         |
| 15 km   | Ivan Lebanov     | 47 min 02 s 41     | 24         |
| 30 km   | Khristo Barzanov | 1 h 41 min 05 s 91 | 53         |
| 30 km   | Petar Pankov     | 1 h 39 min 27 s 77 | 49         |
| 30 km   | Lyubomir Toskov  | 1 h 39 min 10 s 94 | 48         |
| 50 km   | Petar Pankov     | 2 h 57 min 07 s 93 | 40         |
| 50 km   | Lyubomir Toskov  | 2 h 55 min 11 s 11 | 39         |

Relai 4 x 10 km hommes
| Athlètes                                                   | Course             | Course     |
| Athlètes                                                   | Temps              | Classement |
| ---------------------------------------------------------- | ------------------ | ---------- |
| Lyubomir Toskov Ivan Lebanov Khristo Barzanov Petar Pankov | 2 h 19 min 45 s 66 | 14         |

## Hockey sur glace

### 1ertour
Les gagnants (en gras) accèdent au 2e tour et se disputent la médaille. Les autres équipes jouent pour les places 7 à 12.
| Équipe 1        | Score | Équipe 2 |
| --------------- | ----- | -------- |
| Tchécoslovaquie | 14–1  | Bulgarie |

### 2etour
| Classement | Pays        | Pld | W | L | T | GF | GA | Pts |
| ---------- | ----------- | --- | - | - | - | -- | -- | --- |
| 7          | Roumanie    | 5   | 4 | 1 | 0 | 23 | 15 | 8   |
| 8          | Autriche    | 5   | 3 | 2 | 0 | 18 | 14 | 6   |
| 9          | Japon       | 5   | 3 | 2 | 0 | 20 | 18 | 6   |
| 10         | Yougoslavie | 5   | 3 | 2 | 0 | 22 | 19 | 6   |
| 11         | Suisse      | 5   | 2 | 3 | 0 | 24 | 22 | 4   |
| 12         | Bulgarie    | 5   | 0 | 5 | 0 | 19 | 38 | 0   |

- Autriche 6-2 Bulgarie
- Suisse 8-3 Bulgarie
- Yougoslavie 8-5 Bulgarie
- Roumanie 9-4 Bulgarie
- Japon 7-5 Bulgarie

| Participants |
| --- |
| Petar Radev Atanas Iliev Ivan Markovski Nikolay Petrov Dimo Krastinov Dimitri Lazarov Ivan Penelov Georgi Iliev Ivaylo Kalev Lyubomir Lyubomirov Iliya Bachvarov Bozhidar Minchev Milcho Nenov Ivan Atanasov Kiril Gerasimov Marin Bachvarov Malin Atanasov Nikolay Mikhaylov |